# 녹색성장위원회
녹색성장위원회(綠色成長委員會, Presidential Committee on Green Growth)는 대한민국 정부의 녹색성장 정책을 심의하고 조율하기 위해 설립된 국무총리 소속의 위원회이다. 2009년 2월 16일에 정식 출범하였다. 비전은 “2020년까지 세계 7대, 2050년까지 세계 5대 녹색강국 진입”이다.

## 설립 근거
- 저탄소 녹색성장 기본법[1]
- 녹색성장위원회의 구성 및 운영에 관한 규정[2]

## 기능
저탄소녹색성장기본법 제15조에 따라 다음의 기능을 수행한다.
- 저탄소 녹색성장 정책의 기본방향에 관한 사항
- 녹색성장국가전략의 수립·변경·시행에 관한 사항
- 기후변화대응 기본계획, 에너지기본계획 및 지속가능발전 기본계획에 관한 사항
- 저탄소 녹색성장 추진의 목표 관리, 점검, 실태조사 및 평가에 관한 사항
- 관계 중앙행정기관 및 지방자치단체의 저탄소 녹색성장과 관련된 정책 조정 및 지원에 관한 사항
- 저탄소 녹색성장과 관련된 법제도에 관한 사항
- 저탄소 녹색성장을 위한 재원의 배분방향 및 효율적 사용에 관한 사항
- 저탄소 녹색성장과 관련된 국제협상·국제협력, 교육·홍보, 인력양성 및 기반구축 등에 관한 사항
- 저탄소 녹색성장과 관련된 기업 등의 고충조사, 처리, 시정권고 또는 의견표명
- 다른 법률에서 위원회의 심의를 거치도록 한 사항
- 그 밖에 저탄소 녹색성장과 관련하여 위원장이 필요하다고 인정하는 사항

## 구성
녹색성장위원회는 저탄소녹색성장기본법 제14조에 따라 위원장 2명을 포함한 50명 이내의 위원으로 구성된다. 위원장은 국무총리와 위원 중에서 대통령이 지명하는 사람이 된다.
위원들은 기획재정부, 교육부, 과학기술정보통신부, 외교부, 행정안전부, 농림축산식품부 장관 등 대통령령이 정하는 공무원이 되며, 또한 기후변화, 에너지·자원, 녹색기술·녹색산업, 지속가능발전 분야 등 저탄소 녹색성장에 관한 학식과 경험이 풍부한 사람 중에서 대통령이 위촉하는 사람들로 구성이 된다.
위원회에는 저탄소녹색성장기본법 제17조에 따라 업무를 효율적으로 수행하기 위하여 분과위원회가 구성될 수 있다. 또한, 제20조에 따라 지방자체단체에 시·도지사 소속으로 지방녹색성장위원회를 둘 수 있다.
저탄소녹색성장기본법 제18조에 따라 위원회 및 분과위원회의 운영 및 업무를 효율적으로 지원하기 위하여 위원회에 녹색성장기획단을 두고 있다.
녹색성장지원단은 녹색기획협력과, 기후변화대응과, 녹색미래산업과로 구성되어있다.

## 소속 기관
- 녹색성장지원단

## 주소
세종특별자치시 다솜로 261 국무총리실 세종청사 231호에 위치하고 있다.